# Friedrich Traun
Friedrich Adolf „Fritz” Traun (ur. 29 marca 1876 w Wandsbek, zm. 11 lipca 1908 tamże) – niemiecki lekkoatleta i tenisista, uczestnik letnich Igrzyskach Olimpijskich w 1896 w Atenach.
W swoich biegach eliminacyjnych na 100 i 800 metrów zajmował trzecie miejsca i nie awansował do finału.
Z powodu niepowodzenia w konkurencjach biegowych zdecydował się na start w zawodach tenisowych, ponieważ uprawiał tę konkurencję od kilku lat. W tamtym czasie był członkiem Heidelburg Tennis Club. W tenisowym turnieju singlowym przegrał z Johnem Piusem Bolandem, późniejszym złotym medalistą. Traun zajął więc ósme miejsce wraz z pięcioma innymi zawodnikami w stawce trzynastu.
W turnieju deblowym Traun i John Pius Boland tworzyli parę. Pokonali greckich braci Aristidisa i Konstandinosa Akratopulosów. Do finału awansowali bez gry w półfinale. W finale pokonali parę grecką Dimitrios Kasdaglis i Dimitrios Petrokokinos.
Po igrzyskach Traun skupił swoją uwagę na tenisie, co nie przeszkodziło mu w pobiciu rekordu Niemiec w skoku w dal. Następnie odnosił sukcesy w tenisie na terenie Niemiec, a jego największym osiągnięciem było zwycięstwo Turnieju Austriackiego w Pradze w roku 1902. Został założycielem klubu golfowego w Hamburgu.
W 1908 roku wziął ślub z Friedel Preetorius. Miesiąc po powrocie z trzymiesięcznej podróży poślubnej popełnił samobójstwo strzelając do siebie z niewiadomych przyczyn. Jego córka Lieselotte urodziła się pół roku po jego śmierci.